# Puentecaldelas
Puentecaldelas o Puente-Caldelas (en gallego y oficialmente Ponte Caldelas) es un municipio de la provincia de Pontevedra, en la comunidad autónoma de Galicia (España).

## Toponimia
Probablemente, el municipio recibe su nombre por el antiguo puente sobre el río Verdugo, combinado con sus manantiales termales sulfuroso-sódicas (caldas, del latín cálida, calidae, caliente).

## Geografía
- Superficie: 87 km².

## Límites
Puentecaldelas limita al norte con el municipio de Cotobad; al sur con Fornelos de Montes y Sotomayor; al este con La Lama y al oeste con el municipio de Pontevedra.

## Historia
En el año 1126 el rey Alfonso VII le otorgó título de Muy Leal. Por otro lado también cuenta la leyenda, que la famosa reina Lupa, la cual persiguió a los discípulos de Apóstol Santiago, era natural de esta localidad o residió en ella. Posteriormente en el siglo XIX recibió el tratamiento de Villa.
Estas tierras fueron patrimonio de la catedral de Santiago de Compostela, y Gelmírez le otorgó privilegios y franquicias. En el pasado, el ahora término de Puentecaldelas pertenecía en una mitad a la antigua provincia de Santiago, y en la otra mitad a la de Tuy. 
En el 1822 pasó a formar parte de la nueva provincia de Vigo y en 1833, finalmente, a la de Pontevedra.
Hasta 1981 aparecía en los censos de población como Puente-Caldelas. En el censo de 1991 aparece ya con su nombre actual oficial de Ponte Caldelas.

## Geografía humana

### Demografía
Cuenta con una población de 5580 habitantes (INE 2024).
| Gráfica de evolución demográfica de Ponte Caldelas entre 1842 y 2021 |
| |
| Población de derecho según los censos de población del INE Población de hecho según los censos de población del INEEn estos censos se denominaba Puente-Caldelas: 1842, 1857, 1860, 1877, 1887, 1897, 1900, 1910, 1920, 1930, 1940, 1950, 1960, 1970 y 1981 |

### Parroquias
Parroquias que forman parte del municipio:
- Anceu (San Andrés)
- Barbudo (Santa María de Castro)
- Caritel (Santa María)
- Forzanes (San Félix)
- Insua (Santa Marina)
- Justanes[8]
- Puente-Caldelas[8]
- Taboadelo (Santiago)
- Tourón (Santa María)

### Comunicaciones
La capital municipal comunica con Pontevedra por medio de la PO-532. Esta, junto a la PO-255 (que comunica con La Lama, Fornelos de Montes y La Cañiza, forma el eje vertebrador O-E del municipio. La PO-244 conecta Puentecaldelas con el vecino Sotomayor, por el cual pasa la N-550. Por el norte, la principal vía es la PO-234, que comunica con Cotobad.

## Política
| Resultado elecciones municipales del 28 de mayo de 2019 en Puentecaldelas |       |            |            |
| Nombre                                                                    | Votos | Porcentaje | Concejales |
| Partido dos Socialistas de Galicia                                        | 1810  | 52.88%     | 8          |
| Partido Popular de Galicia                                                | 832   | 24,31%     | 3          |
| Bloque Nacionalista Galego                                                | 519   | 15,16%     | 2          |
| Ciudadanos                                                                | 169   | 4,94%      | 0          |
| Asociación Veciñal por Pontecaldelas                                      | 78    | 2,28%      | 0          |

## Educación y sanidad

### Educación
Puentecaldelas cuenta con un total de cuatro centros educativos, todos ellos de titularidad pública:
- IES de Ponte Caldelas, en la capital municipal.
- CEIP Manuel Cordo Boullosa, también en la capital municipal.
- CEIP A Reigosa, en la parroquia de Tourón.
- EEI de Xustáns, en la parroquia de Justanes.

### Sanidad
En la calle de Lepanto de la capital municipal se encuentra el único centro sanitario del municipio, de titularidad pública también.